# Maud Menten
Maud Leonora Menten (Port Lambton, 20 marzo 1879 – Leamington, 17 luglio 1960) è stata una scienziata, fisica e chimica canadese, nota per le importanti contribuzioni nel campo della cinetica enzimatica e della istochimica. Il suo nome è associato alla famosa equazione di Michaelis-Menten, utilizzata in biochimica per descrivere l'andamento della velocità di una reazione catalizzata da enzimi al variare della concentrazione del substrato e dell'enzima.

## Biografia
Maud Menten nacque a Port Lambton, Ontario, e studiò medicina presso l'Università di Toronto.
Nel 1912 si trasferì a Berlino, dove lavorò con il fisico Leonor Michaelis. Insieme a lui fu co-autrice dell'articolo Biochemische Zeitschrift, dove dimostrò che la velocità di una reazione enzimatica catalizzata è proporzionale alla quantità del complesso enzima-substrato. Questa relazione tra la velocità di reazione e la concentrazione dell'enzima-substrato è in seguito divenuta nota come equazione di Michaelis-Menten. Dopo aver studiato con Michaelis in Germania frequentò la scuola di specializzazione all'Università di Chicago, dove ottenne il dottorato di ricerca nel 1916. Divenne così una tra le prime donne in Canada a conseguire un PhD in medicina. A quel tempo alle donne non era consentito fare le ricercatrici in Canada, così la Menten decise di andare a lavorare in altri paesi come gli Stati Uniti e la Germania. La sua tesi era intitolata "The Alkalinity of the Blood in Malignancy and Other Pathological Conditions; Together with Observations on the Relation of the Alkalinity of the Blood to Barometric Pressure".
Menten lavorò in seguito presso l'Università di Pittsburgh (1923-1950), diventando professore associato nella Facoltà di Medicina e responsabile medico presso il Children's Hospital di Pittsburgh. La promozione a professore ordinario, ottenuta nel 1948, arrivò negli ultimi anni della sua carriera all'età di 69 anni. Il suo ultimo incarico accademico è stato come ricercatrice presso il British Columbia Medical Research Institute, dal 1951 al 1953. In questo lungo periodo Menten ha effettuato numerose ricerche applicando le sue conoscenze chimico fisiche in campo medico (ematologia, patologia, chemioterapia), pubblicando circa un centinaio di articoli, realizzando così il progetto che si era prefissa con il periodo berlinese. Fra le altre, ha studiato la reazione dei coloranti azoici per la fosfatasi alcalina, ancora utilizzata in istochimica , ha caratterizzato le tossine batteriche da B. paratyphosus, Streptococcus scarlatina e Salmonella ssp., utilizzate con successo in un programma di immunizzazione contro la scarlattina. Ha anche condotto la prima separazione elettroforetica delle proteine emoglobiniche, ha lavorato sulle proprietà dell’emoglobina, sulla regolazione del livello di zucchero nel sangue e sulla funzione renale . Altre ricerche hanno riguardato le ossidasi , la vitamina C , l’istochimica del glicogeno e gli acidi nucleici nel midollo osseo.
Dopo il pensionamento continuò per alcuni anni a lavorare in Canada, all’Istituto di Ricerche Mediche della British Columbia. Muore nel 1960 all’età di 81 anni.
Menten aveva una capacità di lavoro non comune, in certe occasioni era in grado di lavorare per 18 ore consecutive al giorno. Come se non le bastassero gli impegni di lavoro, essa aveva anche una varietà di interessi al di fuori della scienza. Amava la musica, era una brava clarinettista, pittrice e linguista (parlava russo, francese, tedesco, italiano e almeno una lingua dei nativi americani).